# Llista dels 100 cantants més grans de tots els temps segons Rolling Stone
Els 100 cantants de rock més grans de tots els temps és una llista sobre les millors veus de la història publicada per la revista Rolling Stone en 2008.
El primer lloc va ser assignat a Aretha Franklin; la llegenda del soul, seguida per Ray Charles, Elvis Presley, Sam Cooke i John Lennon, els qui van ocupar els següents llocs en aquest ordre.
Per a obtenir aquest top 100 la revista va consultar a 179 persones entre músics, productors, editors de la publicació, i uns altres de la indústria musical. Una dada interessant és que la llista tanca l'espai temporal que bàsicament comprèn tot el que s'ha pogut gravar des del cilindre de fonògraf d'ara endavant, encara que seleccionant gairebé únicament artistes dels Estats Units.
Igual que la majoria de les llistes d'aquest tipus publicades per la revista Rolling Stone, ha estat motiu de controvèrsia, tant per a crítics com fans, a causa de les incongruències que la revista presenta entre elles l'absència de personatges com: Bing Crosby, Frank Sinatra, Paul Simon o Louis Armstrong per esmentar alguns o les posicions atorgades als personatges que integren la llista.
A l'hora de brindar una explicació sobre els criteris que es van prendre en crear la llista, la Rolling Stone va incloure el text de "Què fa gran a un cantant?" que acompanya l'especial.

## Llista completa
| N.   | Nombre              | País         |
| ---- | ------------------- | ------------ |
| #1   | Aretha Franklin     | Estats Units |
| #2   | Ray Charles         | Estats Units |
| #3   | Elvis Presley       | Estats Units |
| #4   | Sam Cooke           | Estats Units |
| #5   | John Lennon         | Regne Unit   |
| #6   | Marvin Gaye         | Estats Units |
| #7   | Bob Dylan           | Estats Units |
| #8   | Otis Redding        | Estats Units |
| #9   | Stevie Wonder       | Estats Units |
| #10  | James Brown         | Estats Units |
| #11  | Paul McCartney      | Regne Unit   |
| #12  | Little Richard      | Estats Units |
| #13  | Roy Orbison         | Estats Units |
| #14  | Al Green            | Estats Units |
| #15  | Robert Plant        | Regne Unit   |
| #16  | Mick Jagger         | Regne Unit   |
| #17  | Tina Turner         | Estats Units |
| #18  | Freddie Mercury     | Regne Unit   |
| #19  | Bob Marley          | Jamaica      |
| #20  | Smokey Robinson     | Estats Units |
| #21  | Johnny Cash         | Estats Units |
| #22  | Etta James          | Estats Units |
| #23  | David Bowie         | Regne Unit   |
| #24  | Van Morrison        | Regne Unit   |
| #25  | Michael Jackson     | Estats Units |
| #26  | Jackie Wilson       | Estats Units |
| #27  | Hank Williams       | Estats Units |
| #28  | Janis Joplin        | Estats Units |
| #29  | Nina Simone         | Estats Units |
| #30  | Prince              | Estats Units |
| #31  | Howlin' Wolf        | Estats Units |
| #32  | Bono                | Irlanda      |
| #33  | Steve Winwood       | Regne Unit   |
| #34  | Whitney Houston     | Estats Units |
| #35  | Dusty Springfield   | Regne Unit   |
| #36  | Bruce Springsteen   | Estats Units |
| #37  | Neil Young          | Canadà       |
| #38  | Elton John          | Regne Unit   |
| #39  | Jeff Buckley        | Estats Units |
| #40  | Curtis Mayfield     | Estats Units |
| #41  | Chuck Berry         | Estats Units |
| #42  | Joni Mitchell       | Canadà       |
| #43  | George Jones        | Estats Units |
| #44  | Bobby Bland         | Estats Units |
| #45  | Kurt Cobain         | Estats Units |
| #46  | Patsy Cline         | Estats Units |
| #47  | Jim Morrison        | Estats Units |
| #48  | Buddy Holly         | Estats Units |
| #49  | Donny Hathaway      | Estats Units |
| #50  | Bonnie Raitt        | Estats Units |
| #51  | Gladys Knight       | Estats Units |
| #52  | Brian Wilson        | Estats Units |
| #53  | Muddy Waters        | Estats Units |
| #54  | Luther Vandross     | Estats Units |
| #55  | Paul Rodgers        | Regne Unit   |
| #56  | Mavis Staples       | Estats Units |
| #57  | Eric Burdon         | Regne Unit   |
| #58  | Christina Aguilera  | Estats Units |
| #59  | Rod Stewart         | Regne Unit   |
| #60  | Björk               | Islàndia     |
| #61  | Roger Daltrey       | Regne Unit   |
| #62  | Lou Reed            | Estats Units |
| #63  | Dion DiMucci        | Estats Units |
| #64  | Axl Rose            | Estats Units |
| #65  | David Ruffin        | Estats Units |
| #66  | Thom Yorke          | Regne Unit   |
| #67  | Jerry Lee Lewis     | Estats Units |
| #68  | Wilson Pickett      | Estats Units |
| #69  | Ronnie Spector      | Estats Units |
| #70  | Gregg Allman        | Estats Units |
| #71  | Toots Hibbert       | Jamaica      |
| #72  | John Fogerty        | Estats Units |
| #73  | Dolly Parton        | Estats Units |
| #74  | James Taylor        | Estats Units |
| #75  | Iggy Pop            | Estats Units |
| #76  | Steve Perry         | Estats Units |
| #77  | Merle Haggard       | Estats Units |
| #78  | Sly Stone           | Estats Units |
| #79  | Mariah Carey        | Estats Units |
| #80  | Frankie Valli       | Estats Units |
| #81  | John Lee Hooker     | Estats Units |
| #82  | Tom Waits           | Estats Units |
| #83  | Patti Smith         | Estats Units |
| #84  | Darlene Love        | Estats Units |
| #85  | Sam Moore           | Estats Units |
| #86  | Art Garfunkel       | Estats Units |
| #87  | Don Henley          | Estats Units |
| #88  | Willie Nelson       | Estats Units |
| #89  | Solomon Burke       | Estats Units |
| #90  | The Everly Brothers | Estats Units |
| #91  | Levon Helm          | Estats Units |
| #92  | Morrissey           | Regne Unit   |
| #93  | Annie Lennox        | Regne Unit   |
| #94  | Karen Carpenter     | Estats Units |
| #95  | Patti LaBelle       | Estats Units |
| #96  | B.B. King           | Estats Units |
| #97  | Joe Cocker          | Regne Unit   |
| #98  | Stevie Nicks        | Estats Units |
| #99  | Steven Tyler        | Estats Units |
| #100 | Mary J. Blige       | Estats Units |

Font: 100 Greatest Singers of All Time